# عمر بن الحسن
مولاي عمر هو الابن الثاني لسلطان المغرب الحسن الأول، كان من الطامعين في العرش بعد وفاة السلطان، فدخل في منافسة شقيقه الأصغر مولاي عبد العزيز والمولى عبد الحفيظ.

## نسبه
هو عمر بن الحسن بن محمد بن عبد الرحمن بن هشام بن محمد بن عبد الله الخطيب بن إسماعيل بن الشريف بن علي بن محمد بن علي بن يوسف بن علي بن الحسن بن محمد بن الحسن الداخل بن القاسم بن محمد بن أبي القاسم بن محمد بن الحسن بن عبد الله بن محمد بن عرفة بن الحسن بن أبي بكر بن علي بن الحسن بن أحمد بن إسماعيل بن القاسم بن محمد النفس الزكية بن عبد الله الكامل بن الحسن المثنى بن الحسن بن علي بن أبي طالب بن عبدالمطلب بن هاشم.

## سيرته
عينه والده خليفة على فاس، وكان بوحمارة يشغل منصب الكتابة بديوانه. وقد تذمر المولى عمر بعد أن تولى شقيقه عبد العزيز العرش، بفضل تدخل الصدر الأعظم با حماد، الذي أزاح أبناء السلطان الكبار من ولاية العهد. فأمر المولى عمر بتجهيز الجيش بالسلاح وشرع خلال شهر يوليو في زيارة أولياء المدينة سرا، وهذه الزيارة لم يكن يقوم بها إلا الملوك عندما يريدون مغادرة المدينة. فقام السلطان الجديد بالتضييق على ديوان المولى عمر، فاعتقل كاتبه بوحمارة.

### محاولة الانقلاب على خليفة مراكش
أرسل السلطان عبد العزيز شقيقه المولى عمر لدخول مراكش بقواته، من أجل عزل خليفة السلطان في مراكش لأخيه وتنصيب شقيقه عمر مكانه. وقد أمر السلطان لعدة قبائل بمراكش أن يمتثلوا لكل ما أمر به القايد الكنتافي، وهو مرافقة مولاي عمر ودخول مراكش. فكتب المدني الكلاوي يستشير مولاي عبد الحفيظ، الذي كان خليفة السلطان في مراكش، حول اقتراب محلة أخيه عمر من مراكش، فأجابه الخليفة بقوله: ««فلتقدم عنده للمحلة وتلطف معه لرؤية الأمر الشريف، فإن كان صريحا بتوجهه لفاس فلا وجه للتعرض، وإذا كان القدوم لمراكش في غرض معين فقد كتبنا له بالتأخر حتى يظهر، وبينا له ما يترتب على ذلك (الانتقال إلى مراكش) من المفاسد. حسب ما أجبناك به البارحة فأمض عليه»». لخطورة الوضع بالنسبة لعبد الحفيظ، حمل خليفة السلطان القلم وكتب أسفل الرسالة بخط يديه ما يلي: «والحاصل أن لم يساعد فامنع المحلة من القدوم جبرا، واعلم هذا وتمش عليه. وإن أراد الأخ القدوم بنفسه، فوجه معه خليفتك.. بمراكش وإياك والتراخي فإن عاقبة ما ينتج على قدومه إن تراخيت دركها عليك». وتقول الرواية إن مولاي حفيظ لم يسمح بانتقال محلة مولاي عمر إلى مراكش، إلا بعد أن جردها من السلاح، وبعد أن اتخذ كل الاحتياطات اللازمة.

لم تلبث محلة عمر بمراكش إلا قليلا، ثم أمر السلطان بانتقالها لما تبين له استحالة إصابة الخليفة بمكروه، واستعصاء عزله مع الحالة المزرية التي كانت عليها المحلة المرافقة لمولاي عمر. وقد وصف المؤرخ عبد الرحمن بن زيدان علاقة الأخوين بقوله: 
وقد حرر المولى عبد الحفيظ رسالة إعلام الأفاضل والأكابر بما يقاسيه الفقير الصابر وهي رسالة رد فيها على الذين اتهموه بالتطلع للملك سنة 1906، وهاجم فيها أخاه مولاي عمر.